# Thomas Steitz
Thomas Arthur Steitz (ur. 23 sierpnia 1940 w Milwaukee, zm. 9 października 2018 w Branford) – amerykański biochemik i biofizyk molekularny, laureat Nagrody Nobla w dziedzinie chemii w 2009 roku.
W 1966 uzyskał na Uniwersytecie Harvarda stopień doktora biochemii i biofizyki molekularnej. Pracował w Instytucie Medycznym Howarda Hughesa oraz na Uniwersytecie Yale.
W 2009 został, wraz z Adą Jonath i Venkatramanem Ramakrishnanem, wyróżniony Nagrodą Nobla w dziedzinie chemii za badania nad strukturą i funkcją rybosomów.